# Тунис-Карфаген (аэропорт)
Международный аэропорт Тунис-Карфаген (араб. مطار تونس قرطاج الدولي‎, фр. Aéroport international de Tunis-Carthage (ИАТА: TUN, ИКАО: DTTA) — аэропорт в городе Тунисе. Является базой для четырёх авиакомпаний: Tunisair, Tunisair Express, Nouvelair Tunisia и Tunisavia. Получил название в честь древнего города Карфагена, руины которого находятся к востоку от аэропорта.

## История
История аэропорта началась в 1920 году, когда на озере Бахира была построена первая база гидросамолётов в Тунисе для гидросамолётов Compagnie Aéronavale. Аэродром Туниса открылся в 1938 году и ежегодно обслуживал около 5800 пассажиров на маршруте Париж — Тунис.
Во время Второй мировой войны аэропорт использовался Двенадцатой воздушной армией США в качестве штаба и базы управления во время итальянской кампании 1943 года. На аэродроме базировались известные подразделения:
- Штаб 87-й истребительной группы, 22 ноября — 14 декабря 1943 г.;
- 3-я разведывательная группа, 13 июня — 8 декабря 1943 г., Lockheed F-4 / F-5 Lightning;
- 5-я разведывательная группа, 8 сентября — 8 декабря 1943 г., Lockheed F-4/F-5 Lightning.

После того, как боевые части переместились в Италию, командование воздушного транспорта использовало аэропорт в качестве крупного перевалочного узла для грузов, транзитных самолетов и личного состава. Он служил промежуточной остановкой по пути в аэропорт Алжира или в Меллаха-Филд недалеко от Триполи, на североафриканском транспортном маршруте Каир — Дакар. Позже, по мере продвижения союзных войск, он также доставлял личный состав и грузы в Неаполь.
Строительство аэропорта Тунис-Карфаген, которое полностью финансировалось Францией, началось в 1944 году, а в 1948 году аэропорт стал основным хабом для Tunisair. Авиакомпания начала полеты на самолетах Douglas DC-3 в Марсель, Аяччо, Бастию, Алжир, Рим, Сфакс, Джербу и Триполи. Пассажиропоток неуклонно рос с 1951 года, когда было перевезено 56 400 пассажиров, 33 400 из них компанией Air France. На протяжении многих лет аэропорт предлагал удобную остановку для нескольких других французских авиакомпаний, включая Aigle Azur с остановкой в Тунисе на маршруте Париж —Браззавиль и TAI на маршруте Париж — Сайгон. Среди иностранных компаний присутствовала TWA, делавшая остановки в Тунисе на маршрутах Рим — Нью-Йорк и Рим — Бомбей, и LAI, выполнявшая рейсы Рим — Палермо — Тунис.
В 1997 году терминал аэропорта был расширен до 57 448 м2; он состоит из двух этажей и имеет пропускную способность 4 400 000 пассажиров в год. В 2005 году терминал был расширен еще на 5 500 м2, и теперь его пропускная способность увеличилась на 500 000 пассажиров в год. 23 сентября 2006 г. открылся новый терминал для чартерных рейсов.

## Статистика
Данные из запроса в Викиданные.

## Другие данные
Головной офис управления гражданской авиации и аэропортов Туниса находится на территории аэропорта.

## Наземный транспорт
Аэропорт обслуживается автобусными линиями и такси, но не железной дорогой. Станция L'Aéroport на линии пригородной железной дороги TGM фактически его не обслуживает, поскольку находится на расстоянии нескольких километров.

## Аварии и инциденты
- 7 мая 2002 г. Boeing 737 авиакомпании EgyptAir, выполнявший регулярный рейс 843 из Каира, разбился в 4 милях от международного аэропорта Тунис-Карфаген. Из 62 человек на борту 14 погибли[29].